# Рахула
Рахула (ест. Rahula) — село в Сакуській волості (Гар'юмаа, північна Естонія). На півночі село межує із Сауе, на сході з Юкснурмою. На 2011 рік населення села складає 143 особи. Старійшина села — Айгар Пруул.

## Історія
Перші згадки про село містяться в данській поземельній книзі XIII століття.
У селі знаходиться дворянська миза Рахула (нім. Rahhola), перші згадки про яку датуються XVII століттям. Спочатку вона була побічною мизою Воорі, але незабаром стала самостійною.
В 1741 Анна Леопольдівна подарувала землі Рахула Абраму Петровичу Ганнібалу, який перебудував мизу і призначив її керуючим брата своєї дружини, Карла Георга фон Шеберга. Сучасна будівля мизи була побудована в XIX столітті.
В 1866 на основі земель миз Рахула і Ванамийза була створена волость Ванамийза-Рахула, яка проіснувала до 1886 і була розділена на дві волості. Самостійна волость Рахула проіснувала до 1891  і була об'єднана з волістю Сауе.
5 грудня 1945 року село увійшло до складу сільради Сауе